# Rivera de Montemayor
La rivera de Montemayor es un río del suroeste de la península ibérica, perteneciente a la cuenca hidrográfica del Guadalquivir, que discurre por territorio de las provincias de Badajoz y Huelva. 

## Curso
La rivera de Montemayor nace en la sierra de Tentudía, en el término municipal de Fuentes de León (provincia de Badajoz), donde convergen los arroyos del Linarejo y de la Alcabucera. Realiza un recorrido de unos 24 km, en dirección norte-sur a través de los términos de Cañaveral de León, Arroyomolinos de León, Corteconcepción y Zufre, hasta su desembocadura en el embalse de Aracena, donde confluye con la rivera de Huelva. 
Dos de sus principales afluentes son la rivera de Santa Cruz y el arroyo de la Sierpe.
El castillo del Cuerno, en el término de Fuentes de León, domina el valle por donde discurre la rivera de Montemayor.